# Чинара (фільм)
«Чинара» — радянський чорно-білий трисерійний телефільм 1973 року, знятий режисером Загідом Сабітовим на кіностудії «Узбекфільм».

## Сюжет
За мотивами однойменного роману Аскада Мухтара. Про сім'ю старого Ачіла-Буву, про його дітей і онуків, які живуть в узбецькому кишлаку, про стару чинару, що прикриває своїми гілками молоду поросль. Старий завжди виявляється у скрутну хвилину з тими, кому потрібні його порада та допомога. І «поки шумить стара чинара своїм листям, будемо живі і ми», — так говорив його дід, так будуть говорити його онуки, і діти їхніх дітей.

## У ролях
- Хікмат Латипов — Ачіл-Бува
- Закір Мухамеджанов — Бектемір, бригадир
- Раджаб Адашев — Суюнов, парторг
- Анатолій Кабулов — головна роль
- Отабек Ганієв — Акбаралі, онук Ачіл — Буви
- Тамара Шакірова — Хадія, наречена Акбаралі
- Світлана Норбаєва — Каміла
- Бахтійор Іхтіяров — Саттар
- Пулат Саїдкасимов — Туляган
- Туган Режаметов — Аріф
- Люда Сінгатуліна — Аннабібі
- Володимир Прохоров — штурман
- Хайрулла Сагдієв — Саїд
- Г. Юлдашева — мати Акбарали
- Якуб Ахмедов — син Ачіл-Буви
- Болот Бейшеналієв — Матніаз
- Фархад Амінов — Каюм
- Яніс Грантіньш — голова на міжнародній конференції лікарів
- Паул Буткевич — Густав Умайдер
- Антра Лієдскалниня — фрау Умайдер
- Віра Султанова — тітка Віра
- Улдіс Лієлдіджс — Карлос Медіно
- Лола Бадалова — Зульфія
- Айша Джураєва — дружина Тулягана
- Наталія Сумська — роль другого плану
- Улдіс Пуцитіс — епізод
- Харальд Топсіс — епізод
- Юріс Камінскіс — епізод
- Талят Рахімов — епізод
- Віктор Павленко — епізод
- Рудольф Дамбран — службовець посольства
- Анвара Алімова — мати Саттара
- Гані Агзамов — епізод
- Джавлон Хамраєв — голова радгоспу
- Сайрам Ісаєва — Умідова
- Волдемар Лобіньш — журналіст
- Гунта Віркава — журналістка
- Фархад Хайдаров — Аділ
- Мукамбар Рахімова — секретар комсомольської організації
- Володимир Теппер — епізод
- Яхйо Файзуллаєв — Бахрат
- Турсун Імінов — провідник
- Іногам Адилов — матрос

## Знімальна група
- Режисер — Загід Сабітов
- Сценарист — Дмитро Холендро
- Оператор — Леонід Травицький
- Композитор — Руміль Вільданов
- Художник — Євген Пушин